# Bussjön (Sävars socken, Västerbotten, 709082-173124)
Bussjön är en sjö i Umeå kommun i Västerbotten och ingår i Sävarån-Tavelåns kustområde.